# Tachinomi
 (mai 2021).
Si vous disposez d'ouvrages ou d'articles de référence ou si vous connaissez des sites web de qualité traitant du thème abordé ici, merci de compléter l'article en donnant les références utiles à sa vérifiabilité et en les liant à la section « Notes et références ».
Le tachinomi (立ち飲み) est un genre d'izakaya (居酒屋, brasserie) où l'on boit (飲み, nomi) debout (立ち, tachi) de la bière et du saké.

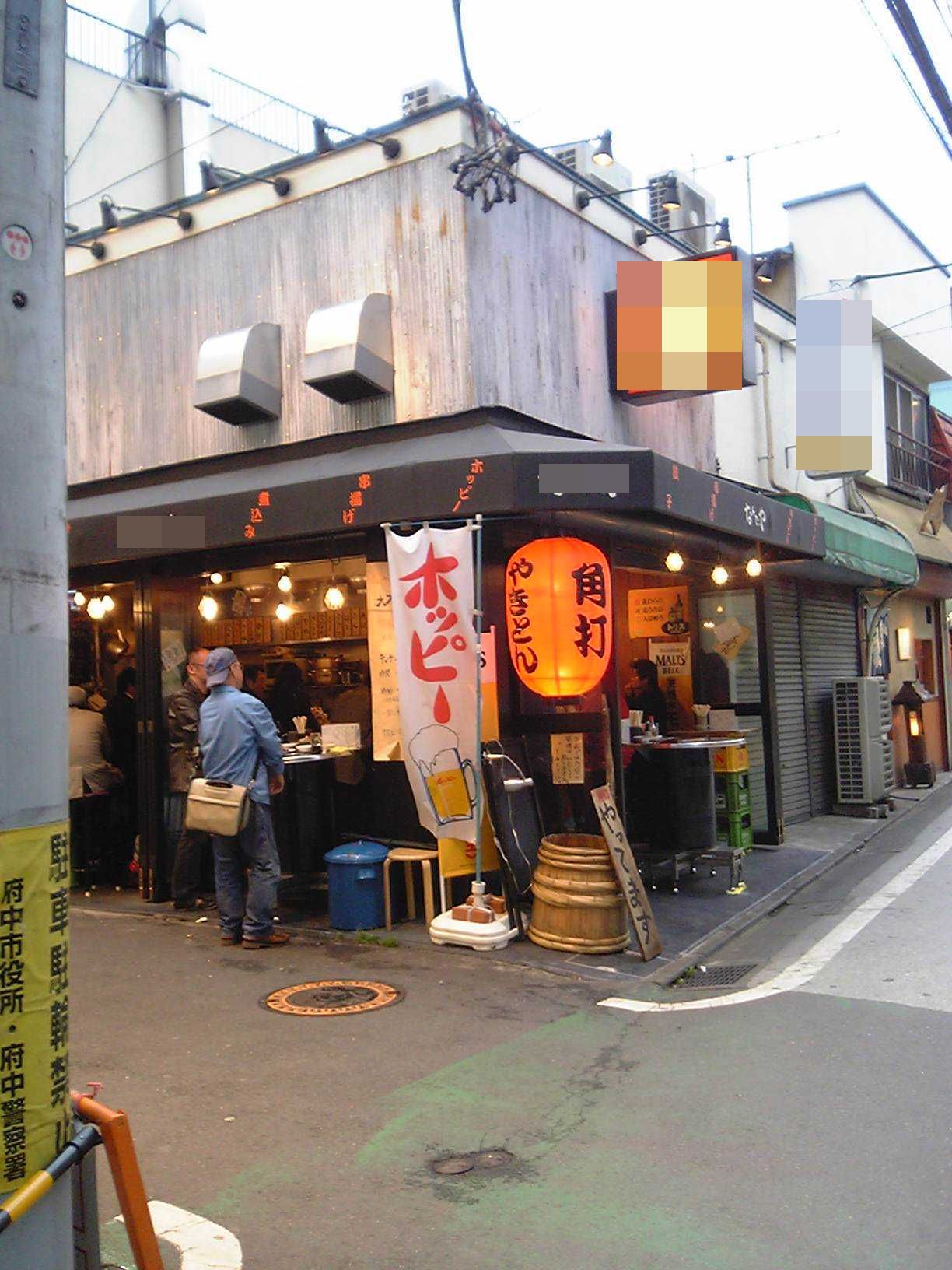
Un tachinomi à un coin de rue.

Originellement, les tachinomi avaient un menu similaire à l’izakaya avec des prix plus bas (ou des portions plus généreuses).
Le genre semble avoir retrouvé une nouvelle jeunesse ces quelques dernières années à Tokyo, avec l'apparition de tachinomi un peu plus chers et un peu plus élégants.